# Hypocerides pterostigma
Hypocerides pterostigma är en tvåvingeart som beskrevs av Schmitz 1915. Hypocerides pterostigma ingår i släktet Hypocerides och familjen puckelflugor.
Artens utbredningsområde är Madagaskar. Inga underarter finns listade i Catalogue of Life.